# Телевидение в Тунисе

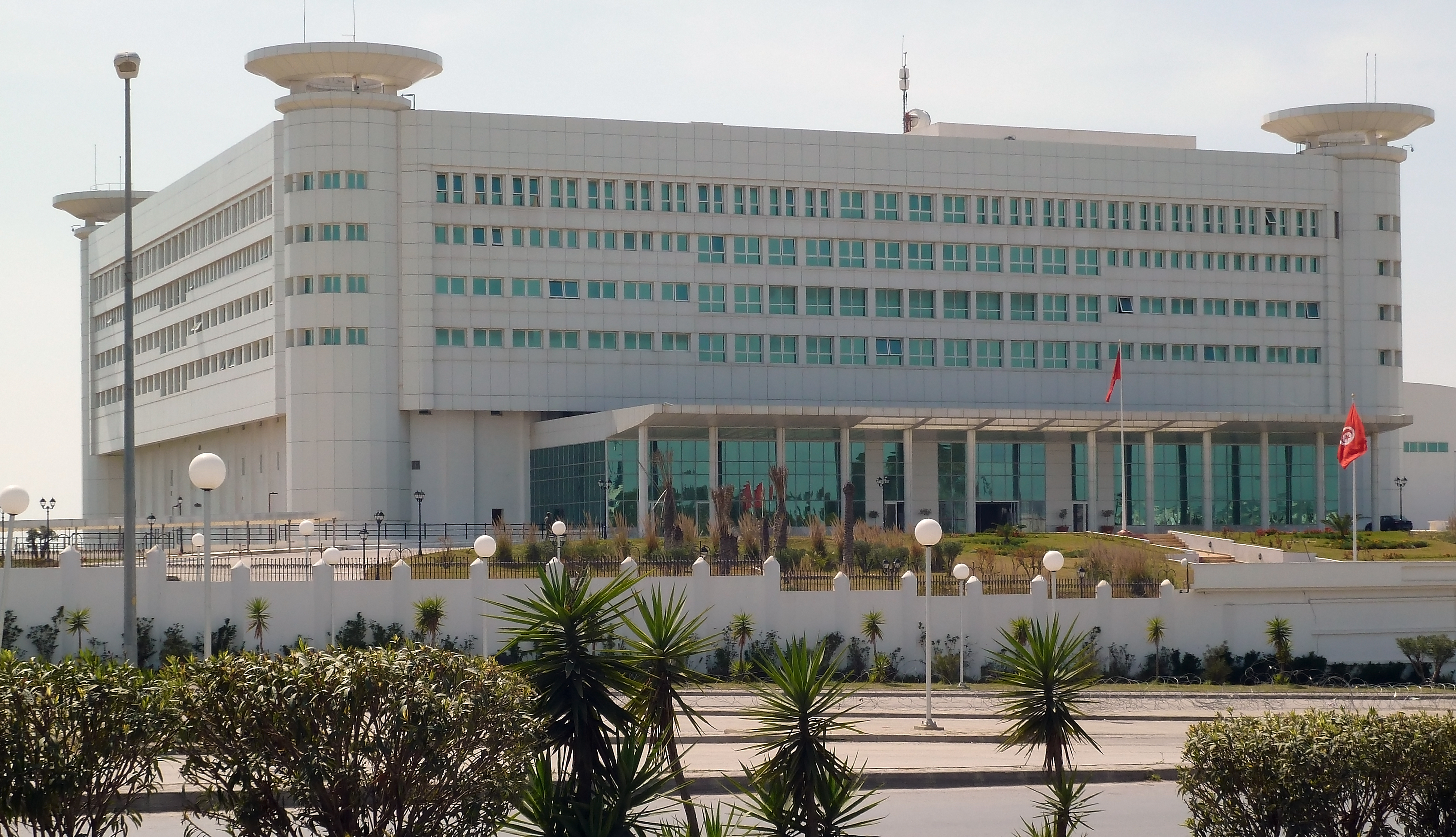
Штаб-квартира Тунисского телевидения

Телевидение — одно из главных средств массовой информации Туниса. На 2011 год уровень распространения телевидения по стране оценивается в 94%. Доминирующей платформой на рынке являются бесплатные спутники, хотя наземные платформы достигают примерно 15% домохозяйств.
В Тунисе 17 бесплатных эфирных каналов, два из которых являются государственными: «El Watania 1» и «El Watania 2». После революции 2011 года два государственных канала, которыми управляет «Établissement de la Radiodiffusion-Télévision Tunisienne» (ERTT), претерпели изменения в управлении и, как следствие, изменения произошли в программах и содержании.
В Тунисе, в период режимов Бургибы и Бен Али существовала жесткая цензура СМИ; власти подавляли свободу слова. Тотальный контроль над СМИ и самоцензура были нормой. Правозащитники и политические активисты редко осмеливались открыто критиковать правящие режимы. Тех, кто переходил черту даже на небольших собраниях, семинарах или академических симпозиумах, арестовывали и впоследствии приговаривали к тюремному заключению. Десятки журналистов стали жертвами цензуры СМИ режимов Бургибы и Бен Али. Башир бен Яхмед был один из первых дипломатов, возглавлявших Министерство информации, но который не смог смириться с доминирующей личностью Бургибы — в октярбе 1960 года он ушел в отставку со своей должности. После этого, 21 ноября 1961 года, он и другие тунисские интеллектуалы основали журнал «Jeune Afrique». После того, как в 1962 году он обосновался в Париже, «Jeune Afrique» продолжала работать в качестве важной платформы для новостей и анализа текущих событий о Тунисе и африканском регионе, привлекая не только широкую аудиторию среди тунисской диаспоры, но и среди тунисской элиты на родине. 
Медиа-ландшафт Туниса претерпел значительные изменения после революции 14 января 2011 года. После десятилетий прямого контроля и жесткого мониторинга авторитарных режимов Хабиба Бургибы и Зин аль-Абидин Бен Али страна перешла в новую эру разнообразного медиа-рынка. Общественные СМИ были консолидированы и независимы от государственного вмешательства. Недавно созданные теле- и радиоканалы начали составлять конкуренцию общественным вещателям. Это разнообразие на рынке средств массовой информации также сопровождалось нормативной базой, гарантирующей свободу слова и независимость журналистов. Несмотря на медленное развитие, независимый орган регулирования телевидения и радио «Haute Autorité Indépendante de la Communication Audiovisuelle» (Высший независимый орган аудиовизуальной комиссии или HAICA) сыграл важную роль в преобразовании аудиовизуального рынка в соответствии с международными стандартами.

## История
С 1881 года до 1956 года Тунис находился под французским протекторатом. Колониальные власти приступили к изменению политического, экономического и социального строя Туниса. Эти меры затронули все аспекты повседневной жизни, включая изменения в общении и культуре, которым постоянно сопротивлялись местные жители. Как и соседняя страна Алжир, тунисское антиколониальное движение вело долгую и упорную борьбу за независимость. Движение сопротивления набрало силу, особенно после драматических изменений на международной геополитической арене после окончания Второй мировой войны. Этому импульсу отчасти способствовало распространение газет и информационных бюллетеней среди активистов и формирующейся образованной элиты.
Во время французского протектората печатные издания процветали как на арабском, так и на французском языках. В этот период на арабском языке выходило более 100 газет и периодических изданий, а также десятки газет на французском языке. Газеты служили важной платформой для борьбы с французской колониальной администрацией. Известные газеты того времени, такие как Sawt Attalib Al-Zaytouni, Al-Tunisi, Al-Hadirah, Azzahra, Al-Talia', Sabilurashad, Al-Fajr, Assurour, и Al-Dustour, сыграли решающую роль в поддержании антиколониального движения и противодействии коммуникационной стратегии оккупационной власти. В 1911 году французские колониальные власти подвергли цензуре все газеты на арабском языке, кроме одной, которая была официальным органом французских колонистов. Кроме того, в качестве новой меры по регулированию и контролю газетного рынка после Второй мировой войны был создан Совет по контролю за коммуникациями, который возглавил генерал из колониального совета. Частью его миссии было выдача новых лицензий и регулирующих законов, а также контроль контента.

### СМИ в период Хабиба Бургибы (1956–1987 годы)
Однако, период после обретения независимости СМИ не были свободны от репрессий со стороны властей. Накануне революции 14 января 2011 года Тунисом правили всего два президента: Хабиб Бургиба (1956–1987 годы) и Зин аль-Абидин Бен Али (1987–2011 годы). Оба возглавляли авторитарные режимы и контролировали все ветви тунисского государства, включая сектор СМИ.
Вскоре после обретения страной независимости первый президент Хабиб Бургиба не только пресек плюрализм в радио- и телевещании и в прессе, но и монополизировал процесс управления и принятия решений в ключевых СМИ. 31 мая  1966 года начала вещание первая телевизионная сеть, которая позже стала Тунисской телерадиовещательной корпорацией. Эта вещательная компания превратилась в официальный государственный орган, который не обладал суверенитетом. Руководители высшего и среднего звена назначались непосредственно из президентского дворца. Руководящие должности также распределялись на основе строгой преданности правящей партии – Демократическому конституционному объединению (RCD).
Что касается печатной прессы, то в первые годы своего правления Бургиба разрешил публикацию только четырех газет: «Al-Amal» (на арабском языке) и «LAction Tunisienne», которые функционировали как органы его политической партии, а также «La Press», который был рупором правительства, и его арабской версией «Al-Sabah». Хотя две последние публикации были объявлены независимыми, они следовали строгим редакционным правилам, установленным Министерством внутренних дел. Жесткие законы, регулирующие деятельность прессы и радиовещания, впервые появились в статье 8 Конституции от 1 июня 1959 года. В документе говорилось, что свобода слова и свобода прессы гарантированы, но конкретное законодательство, регулирующее сферу СМИ и коммуникации, было репрессивным и произвольным.
В январе 1961 года было открыто Тунисско-африканское агентство печати (TAP). На протяжении десятилетий он оставался основным и официальным источником новостей, уделяя основное внимание режиму и выполняя его повестку дня. В течение этого периода пропагандистская машина использовала все возможные средства государственных средств массовой информации и коммуникации для установления политической легитимности и гегемонистского влияния в общественной сфере. Через Управление государственных средств массовой информации, созданное 31 мая 1956 года, Бургиба непосредственно курировал и контролировал все средства массовой информации. В середине 1960-х годов Тунис стал свидетелем дальнейших неудач в области гражданских свобод и свободы слова, включая закрытие нескольких СМИ и частое принуждение их владельцев покинуть страну. Этот период совпал с заключением в тюрьму лидеров движения Юсфи (названного в честь его лидера Ахмеда бен Юсуфа) и запретом деятельности Тунисской коммунистической партии.
Журналистское образование было еще одной составляющей режима Бургибы. С целью воспитания новых поколений журналистов 30 декабря 1967 года он открыл первый в стране и регионе колледж журналистики – «Institut de Presse et des Sciences de l'Information» (IPSI). Институт служил инкубатором для будущих поколений квалифицированных журналистов, которые на протяжении многих лет пополняли ряды прессы и тележурналистики.
Бургиба контролировал содержание ежедневных выпусков новостей на государственном телевидении и национальном радио, а также в официальных и проправительственных газетах. Эти платформы неоднократно сообщали о его ежедневных президентских обязательствах, таких как речи, встречи и посещения различных мест. Из-за этого контролируемого дискурса вещательным организациям серьезно не хватало глубины и разнообразия, и для них был характерен идеологический стиль общения сверху-вниз, который был хорошо организован главой государства.